# Bolivia en los Juegos Olímpicos de París 2024
Bolivia estuvo representada en los Juegos Olímpicos de París 2024 por cuatro deportistas, dos hombres y dos mujeres, que compitieron en dos deportes.
Los portadores de la bandera en la ceremonia de apertura fueron el atleta Héctor Garibay y la nadadora María José Ribera. El equipo olímpico boliviano no obtuvo ninguna medalla en estos Juegos.